# Atemptats a Nova York i Nova Jersey de 2016
El 17 de setembre de 2016, es va produir una explosió al barri de Chelsea de Manhattan, (Ciutat de Nova York). Un total d'almenys 29 persones van resultar ferides, 24 de les quals van haver de ser hospitalitzades. Els oficials investigadors creuen que la causa era un bomba casolana. Un segon dispositiu d'aquest tipus va ser descobert per les autoritats a quatre illes de distància.
Poc més tard, el mateix 17 de setembre, a les 9:30 A.M., una altra bomba de fabricació casolana va explotar en un contenidor d'escombraries a Ocean Avenue a Seaside Park, Nova Jersey. A última hora del 18 de setembre de 2016, múltiples bombes van ser descobertes dins d'un paquet sospitós en una estació de trànsit a Elizabeth, Nova Jersey. Una d'aquestes bombes fou detonada durant la investigació policial. Cap dels incidents va causar cap lesionat.
El 19 de setembre, el Federal Bureau of Investigation (FBI) va identificar un sospitós, Ahmad Khan Rahami, com a autor de tots els incidents. Va ser capturat hores més tard a Linden, Nova Jersey, després d'un tiroteig.

## Esdeveniments
L'explosió va ocórrer al Carrer 23 entre l'Avinguda de les Amèriques (Sisena Avinguda) i la Setena Avinguda, en una zona molt concorreguda. El Departament de bombers de la Ciutat de Nova York (FDNY) va dir que l'explosió va ser reportada al Carrer 23 - 133oest. L'explosió es va produir al carrer, no des de l'interior d'un edifici; hi va haver informes dient que provenia d'un contenidor d'escombraries. L'explosió "va trencar finestres d'una casa de cinc pisos de pedra rogenca", caient-ne els trossos al carrer. Les runes també van caure davant l'Església de Saint Vincent de Paul.
Com a mínim 29 persones van resultar ferides, 24 de les quals van entrar als hospitals locals, segons el Departament de Bombers (FDNY). Cap de les lesions era amb perill de vida, segons el FDNY, però una persona va resultar ferida seriosament. Nou dels ferits van ser ser internats al Bellevue Hospital, incloent l'individu ferit de gravetat.
El regidor de la ciutat de Nova York Corey Johnson, qui representa el districte on va tenir lloc l'explosió, va dir que l'explosió es va produir fora de la casa de 14 pisos, de la " Associated Blind Housing building for blind and visually impaired people" (habitatge per a les persones cegues i amb discapacitat visual). Newsday va descriure aquest edifici com a part del "Selis Manor facility", afegint que l'explosió va ocórrer prop el "Townhouse Inn" de Chelsea.

### Efectes
L'explosió va interrompre temporalment el servei de Metro de Nova York.

## Investigació i resposta
A part del FDNY i Departament de Policia de Ciutat de Nova York (NYPD), l'FBI Joint Terrorism Task Force, la Seguretat Nacional, i l'ATF van personar-se a l'escena dels fets per a recullir informació. Els oficials van dir que per precaució, la policia i personal del cos de bombers estaven a la recerca de dispositius addicionals. A les 11.00 p.m., el NYPD va informar que un "possible dispositiu secundari " havia estat descobert al Carrer-27 entre la Sisena i Setena Avingudes, a quatre illes de distància del lloc de l'explosió original. Es tractava una "bomba d'olla a pressió" connectada amb cables a un telèfon mòbil, va ser descrita com similar als artefactes utilitzats en les explosions a la Marató de Boston de 2013; els artificiers van desmuntar el dispositiu, que es trobava a l'interior d'una bossa de plàstic.
En una roda de premsa a les 11:15 pm, l'alcalde de Nova York, Bill de Blasio va dir que l'explosió va ser intencionada, però que de moment no hi hi havia cap evidència d'un atac terrorista. De Blasio va dir: "De moment no hi ha cap amenaça específica i creïble per a la ciutat de Nova York de cap organització terrorista."] Algun funcionari va deixar oberta la possibilitat d'actes premeditats de vandalisme. En la mateixa conferència de premsa, el Comisari Municipal de Policia de Nova York James P. O'Neill va dir que "la naturalesa exacta i la causa e l'explosió encara no s'havia determinat " i que no hi havia cap indici de que l'explosió fos causada per gas natural.
Una nota oficial al The New York Times (sense signar), deia, "No entenem l'objectiu o el significat dels fets. En una pila de contenidors d'escombraries i en una vorera a l'atzar."
Una mica abans, al voltant de les 9:30 del matí, una bomba de fabricació casolana havia explotat dins d'un contenidor d'escombraries a Seaside Park, Nova Jersey, al mateix lloc on havia de celebrar-se la "Seaside Semper Five" - "Marine Corps charity 5K run" - (cursa benèfica de 5 quilòmetres del Marine Corps),. Ningú va ser ferit en aquesta explosió. Inicialment, l'Alcalde De Blasio va dir que no es coneixia cap connexió entre els dos incidents.
El President Barack Obama va ser informat de l'incident, i el Governador Andrew Cuomo va emetre un comunicat dient: "Estem seguint de prop la situació i instem als novaiorquesos, com sempre, a mantenir-se en calma i vigilants."-->

## Ahmad Khan Rahami

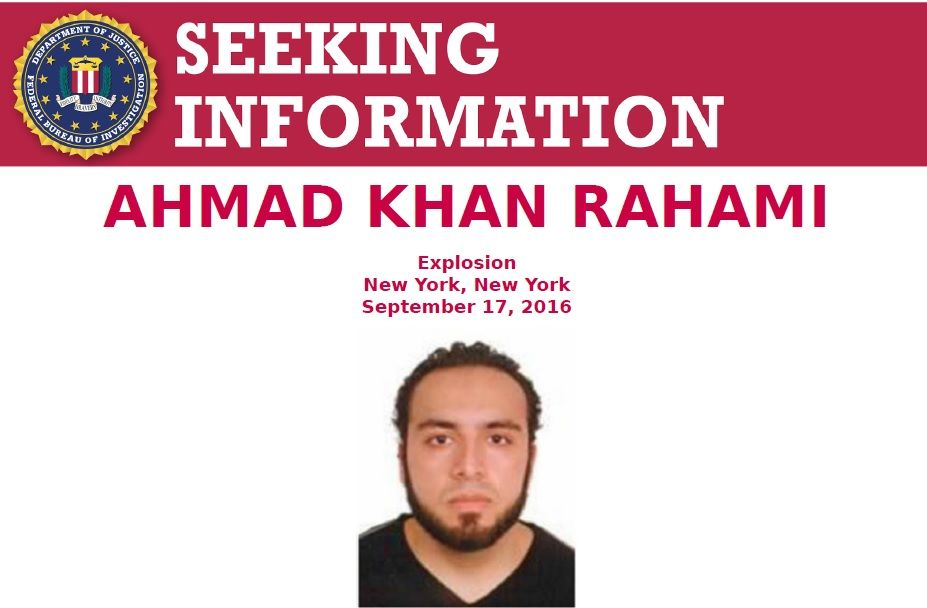
Cartell sobre Ahmad Khan Rahami.

Ahmad Khan Rahami (nascut el 23 de gener de 1988) és un nord-americà nascut a l'Afganistan, que va ser buscat pel Federal Bureau of Investigation per les explosions a l'àrea metropolitana de Nova York de 2016. Va ser capturat després d'un tiroteig.
Rahami és fill de Muhammad Rahami, amo d'un restaurant de menjar ràpid a la planta baixa de la casa de la família d'Elmora Avenue, a Elizabeth, Nova Jersey. D'acord amb un informe donat a un periodista per un veí, el pare de Rahami va ser vist recentment al pati del darrere de la família "apilonant objectes en el seu jardí, ruixant-los amb líquid, i encenent-los". El veí li va dir al Sr. McDermott que semblava que eren equips informàtics.
Una alerta massiva d'emergència amb mòbils, (que va obtenir el seu fruit). Va ser enviada a milions de persones a la ciutat de Nova York, sent la primera vegada que la ciutat de Nova York va fer ús de l'alerta d'emergència per buscar un sospitós d'un atemptat. El missatge d'alerta deia: "WANTED: Ahmad Khan Rahami, 28-yr-old male. See media for pic. Call 9-1-1 if seen."("Es busca: Ahmad Khan Rahami, de 28 anys, de sexe masculí. Vegeu els mitjans per la fotografia. Truqueu al 9-1-1 si el vegeu"). L'alcalde de Blasio va emetre un comunicat dient: "Qualsevol persona que vegi aquest individu o sàpiga quelcom sobre ell o del seu parador, cal que truqui de forma immediata". L'alcalde també va afegir, que era perillós i que podia anar armat.